# Prong
A Prong amerikai heavy/indusztriális/thrash/groove metal együttes. 1986-ban alakult meg New Yorkban. 1987-ben megjelentették bemutatkozó középlemezüket, rá két évvel később, 1989-ben, már első stúdióalbumuk is megjelent. Ez az album már 1987-ben elkészült, de technikai okok miatt csak két évvel később tudták kiadni. A zenekar zenészei más, neves zenészekkel is játszottak együtt, mint például Glenn Danzig, a Misfits és a Danzig együttesek alapítója. Fennállásuk során többször is feloszlottak, viszont 2002-ben újból összeálltak, és a mai napig zenélnek. Eredetileg crossover thrash zenekar voltak, későbbi lemezeikre már a thrash/groove/indusztriális metal hangzás jellemző.

## Tagok
Jelenlegi felállás
- Tommy Victor – ének, gitár (1986–napjainkig)
- Jason Christopher – basszusgitár, háttérvokál (2012–napjainkig)
- Aaron Rossi – dobok (2005–2009, 2018–napjainkig)

Korábbi tagok
- Ted Parsons – dobok (1986–1996)
- Art Cruz – dobok (2014–2018)
- John Tempesta – dobok (1997)
- Dan Laudo – dobok (2002–2005)
- Alexei Rodriguez – dobok (2009–2012, 2013)
- Mike Kirkland – basszusgitár, háttérvokál (1986–1990)
- Troy Gregory – basszusgitár (1991–1993)
- Paul Raven – basszusgitár (1993–1996; elhunyt 2007)
- Rob "Blasko" Nicholson – basszusgitár (1996)
- Frank Cavanagh – basszusgitár (1997)
- Brian Perry – basszusgitár (2002–2003)
- Mike Longworth – basszusgitár (2003–2009)
- Monte Pittman – basszusgitár (2002), gitár (2002–2008)
- Tony Campos – basszusgitár (2009–2011)
- Mike Riggs – gitár (1997)
- Monte Pittman – gitár (2002–2005)
- John Bechdel – billentyűsök, programozás (1993–1995)
- Charlie Clouser – billentyűsök, programozás (1995–1996)

## Diszkográfia
Stúdióalbumok
- Force Fed (1989)
- Beg to Differ (1990)
- Prove You Wrong (1991)
- Cleansing (1994)
- Rude Awakening (1996)
- Scorpio Rising (2003)
- Power of the Damager (2007)
- Carved into Stone (2012)
- Ruining Lives (2014)
- Songs from the Black Hole (feldolgozásokat tartalmazó lemez, 2015)
- X (No Absolutes) (2016)
- Zero Days (2017)